# MTV Europe Music Awards 1996
Gli MTV Europe Music Awards 1996 sono stati trasmessi da Londra il 14 novembre 1996.
È stata la 3ª edizione e fu condotta da Robbie Williams. L'ex membro dei Take That diede il via allo show entrando in scena inseguito dalla polizia e dai cani poliziotto, indossando una camicia di forza.
George Michael interpretò il suo successo "Star People" uscendo da un'automobile brillantinata. Peter André e i Boyzone collaborarono per un medley di canzoni della Motown. I Metallica crearono scompiglio cambiando le canzoni che avrebbero dovuto interpretare all'ultimo minuto. Anziché "King Nothing", la band statunitense si esibì con le canzoni "Last Caress" e "So What?", un duro brano rock con riferimenti al bestialismo. La loro esibizione non è più stata trasmessa dopo la diretta.
A consegnare i premi sul palco furono la leggenda del drum and bass Goldie, Jay Kay dei Jamiroquai, la modella Jerry Hall e l'attore Richard E. Grant.

## Vincitori
I vincitori sono segnati in grassetto.

### Miglior canzone
- The Fugees — "Killing Me Softly"
- Garbage — "Stupid Girl"
- Alanis Morissette — "Ironic"
- Oasis — "Wonderwall"
- Pulp — "Disco 2000"

### Miglior artista femminile
- Björk
- Toni Braxton
- Neneh Cherry
- Alanis Morissette
- Joan Osborne

### Miglior artista maschile
- Bryan Adams
- Beck
- Nick Cave
- George Michael
- Eros Ramazzotti

### Miglior gruppo
- The Fugees
- Garbage
- Oasis
- Pulp
- The Smashing Pumpkins

### Miglior rivelazione
- The Cardigans
- The Fugees
- Garbage
- Pulp
- Skunk Anansie

### Miglior artista dance
- Everything but the Girl
- Los del Río
- Robert Miles
- Mark Morrison
- The Prodigy

### Miglior artista rock
- Bon Jovi
- Die Toten Hosen
- Metallica
- Oasis
- The Smashing Pumpkins

### Miglior artista MTV Amour
- D'Angelo — "Lady"
- The Fugees — "Killing Me Softly"
- Madonna with Massive Attack — "I Want You"
- George Michael — "Fastlove"
- TLC — "Diggin' On You"

### Miglior artista MTV Select
- Backstreet Boys — "Get Down (You're the One for Me)"[1]
- Boyzone — "Words"
- Jamiroquai — "Virtual Insanity"[2]
- Oasis — "Don't Look Back in Anger"
- Spice Girls — "Wannabe"

## Esibizioni
- The Fugees — Ready or Not
- George Michael — Star People
- Boyzone (featuring Peter André) — Motown Medley
- Eros Ramazzotti — Più bella cosa
- Kula Shaker — Tattva
- Metallica — Last Caress/So What?
- The Smashing Pumpkins — Bullet with Butterfly Wings
- Garbage — Milk
- Bryan Adams — The Only Thing That Looks Good on Me Is You